# 장수 분기점
장수 분기점(長水分岐點, Jangsu Junction, 장수JC)은 전북특별자치도 장수군 장계면 월강리와 삼봉리에 걸쳐 있는, 새만금포항고속도로와 통영대전고속도로가 만나는 분기점이자, 새만금포항고속도로 새만금 ~ 장수 구간의 종점이다.
본래 장계 나들목이 계획되었던 곳이었으나 익산 ~ 장수고속도로 건설로 분기점이 필요해지자 기존 나들목 건설 계획을 취소하고 그 자리에 분기점을 건설한 것이다. 건설 당시 장계 분기점이라는 가칭을 사용했다.

## 연혁
- 1998년 8월 17일 : 분기점 건설로 인해 기존 장계 나들목 건설 계획이 취소되어 통영대전고속도로 전라북도 장수군 장계면 송천리 ~ 삼봉리 2.28km 구간 도로구역 해제, 장계 분기점 건설을 위해 익산장수고속도로 전라북도 장수군 계남면 호덕리 ~ 월강리 2.99km 구간 도로구역 결정[1]
- 2001년 11월 21일 : 통영대전고속도로 무주 ~ 함양 구간 개통 및 익산포항고속도로 장수 나들목 ~ 장수 분기점 구간 개통에 따라 통행 개시[2]

## 구조물 정보
전형적인 Y자형 입체 교차로로 이루어져 있다.
- 위치: 전북특별자치도 장수군 장계면 월강리, 삼봉리

## 접속하는 노선

### 김제방면
- 새만금포항고속도로 (6번)

### 통영・대전방면
- 통영대전고속도로 (14번)